# ديلاف
ديلاف Delaf (الاسم المستعار لمارك ديلافونتين، من مواليد 9 أكتوبر 1973) هو رسام قصص مصورة ورسام كاريكاتير من كيبيك. 
اشتهر برسه لسلسلسة القصص المصورة بعنوان لي نومبريل التي ألفتها زوجته الكاتبة الكندية ماريز دوبوك.

## روابط خارجية
- دوبوي: صفحة المؤلف لديلاف باللغة الفرنسية